# Stratus (groupe)
Pour l’article homonyme, voir Stratus (homonymie).
Stratus est un groupe de rock alternatif britannique, originaire de Londres, en Angleterre. Il est formé au milieu des années 1990, et composé de Mat Anthony et Martin Jenkins. Stratus est distribué par le label discographique Klein records depuis 2004.

## Biographie
Le premier album, Uplink, est publié au label Pussyfoot de Howie B en 2000. Par la suite, ils remixent des chansons de Serge Gainsbourg, Calexico, Lambchop, Howie B, et Kevin Ayers sous le nom de Stratus.
Stratus signe au label discographique Klein Records en 2004. Stratus publie son premier album studio, Fear of Magnetism, le 23 février 2005,, chez Klein Records. Il se caractérise par une sonorité cinématique. L'album est remarqué par l'ensemble de la presse spécialisée,,,.
Ils reviennent dans la scène sept ans après Fear of Magnetism, en 2012.

## Discographie
- 2000 : Uplink (réédité chez Klein en novembre 2005)
- 2004 : Vapour (Klein)
- 2005 : Looking Glass avec Asha Puthli (single ; Klein)
- 2005 : Fear of Magnetism (Klein)